# Estació d'autobusos d'Alacant
L'Estació d'autobusos d'Alacant està situada al costat del Port d'Alacant, al Moll de Ponent, en la intersecció de les avingudes de Loring i Òscar Espl.
L'estació d'autobusos va ser construïda per l'Ajuntament d'Alacant i inaugurada l'1 de setembre de 2011, quan es van traslladar progressivament els serveis que es prestaven a l'antiga estació, situada en ple centre de la ciutat, fins que es va tancar definitivament el 13 de setembre de 2011.
Aquesta estació és provisional, a l'espera de la construcció de la definitiva dins del complex intermodal de transports que es construirà sobre els terrenys del soterrament de les vies de l'estació d'ADIF a Alacant. L'Estació Intermodal d'Alacant estarà formada per l'estació d'autobusos, l'estació central del TRAM d'Alacant, l'estació de trens d'ADIF, els autobusos del TAM d'Alacant i els taxis.